# Plok
Plok! est un jeu vidéo pour Super Nintendo développé par Software Creations et publié par Tradewest en 1993 aux États-Unis, et ensuite par Nintendo en Europe et Activision au Japon.

## Scénario
Plok est un petit bonhomme rouge et jaune qui habite l'île Akrillic. Il a été entrainé par son grand-père, Papy Plok, pour protéger l'île quand les temps sont durs.

## Système de jeu
Plok attaque les ennemis en lançant ses poings et ses pieds si nécessaire. Parfois, il doit sacrifier un de ses membres pour activer un interrupteur pour le retrouver plus loin dans le niveau, accroché sur un cintre. Si le joueur ne retourne pas chercher ses membres, Plok n'a plus aucun moyen de défense et ne peut marcher normalement.
Dans Plok, il y a aussi des boîtes cadeaux cachées dans les niveaux, qui changent l'apparence et donne un pouvoir a Plok, comme un fusil à pompe ou devenir un boxer.

## Reception
La version Super Nintendo est notée 93% par "Olivier" et "Trazom" du magazine Joypad (magazine)